# Samoa (geslacht)
Samoa is een geslacht van hooiwagens uit de familie Samoidae.
De wetenschappelijke naam Samoa is voor het eerst geldig gepubliceerd door Sørensen, in L.Koch in 1886. 

## Soorten
Samoa omvat de volgende drie soorten:
- Samoa obscura
- Samoa sechellana
- Samoa variabilis